# Andrea del Castagno
Andrea di Bartolo di Bargilla, bijgenaamd Andrea del Castagno, (San Godenzo, ca. 1421 - Florence, 19 augustus 1457 was een Italiaans kunstschilder en een belangrijke vertegenwoordiger van de Florentijnse vroegrenaissance. Zijn grote voorbeelden waren Masaccio en Giotto di Bondone. Zijn bekendste werken zijn een schilderij van het Laatste Avondmaal en een fresco met een geschilderd ruiterportret in de Kathedraal van Florence. Op zijn beurt inspireerde hij Cosimo Tura, Francesco del Cossa en Ercole de' Roberti.